# Châteaux forts du Dunajec
Les Châteaux forts du Dunajec (polonais : Zamki nad Dunajcem), (allemand : Dunajec-Burgen) est un système de citadelles construites dès le XIIIè siècle, qui se trouve dans le Sud de la Pologne, dans les Beskides occidentales, le long du Dunajec et son affluent, le Poprad. La plupart fut érigée par le roi Casimir III de Pologne. Une autre part appartenait aux ducs polonais ; le tout fut endommagé pendant la deuxième Guerre du nord. Les châteaux avaient pour but la protection du chemin des marchands qui circulaient entre l'ancienne capitale de la Pologne, Cracovie et l'ancienne capitale hongroise, Buda.

## Les Châteaux et les ruines
| Nom                            | endroit                       | montagnes          | année de construction | état        | image |
| ------------------------------ | ----------------------------- | ------------------ | --------------------- | ----------- | ----- |
| Château de Trzewlin            | Trzewlin                      | Pogórze Wiśnickie  | 1350                  | ruine       |       |
| Château de Melsztyn            | Melsztyn                      | Pogórze Wiśnickie  | 1347                  | ruine       |       |
| Château de Czchów              | Czchów                        | Pogórze Wiśnickie  | 1300                  | ruine       |       |
| Château de Tropsztyn           | Tropie                        | Pogórze Wiśnickie  | 1200                  | reconstruit |       |
| Château de Gródek nad Dunajcem | Gródek nad Dunajcem           | Rożnów             | 1300                  | ruine       |       |
| Château de Kurowska Góra       | Kurów Powiat de Nowy Sącz     | Rożnów             | 1300                  | ruine       |       |
| Château de Nowy Sącz           | Nowy Sącz                     | Monts de Nowy Sącz | 1300                  | ruine       |       |
| Château de Zabrzeż             | Zabrzeż                       | Beskides           | 1300                  | ruine       |       |
| Château de Pieniny             | Krościenko nad Dunajcem       | Pieniny            | 1200                  | ruine       |       |
| Château de Niedzica            | Niedzica, Powiat de Nowy Targ | Pieniny            | 1310                  | reconstruit |       |
| Château de Czorsztyn           | Czorsztyn                     | Pieniny            | 1200                  | ruine       |       |
| Château de Szaflary            | Szaflary                      | Monts de Nowy Targ | 1250                  | ruine       |       |
| Château de Rytro               | Rytro                         | Beskides           | 1300                  | ruine       |       |
| Château de Muszyna             | Muszyna                       | Beskides           | 1300                  | ruine       |       |
| Château de Lubowla             | Stará Ľubovňa                 | Slovaquie          | um 1300               | reconstruit |       |

## Les forts disparus
Les châteaux et fortifications sur le Dunajec qui n'ont pas survécu jusqu'à notre ère, se trouvaient aux emplacements suivants :
- Wojnicz
- Zawada Lanckorońska, Zakliczyn
- Białawoda, Voivodie de Petite-Pologne
- Marcinkowice
- Chełmiec
- Podegrodzie
- Naszacowice
- Myszkowice

Il reste la question du Château de Lemiesz, qui aurait été construit en 1288 dont il n'y a aucune trace et dont l'emplacement n'a toujours pas été retenu. On sait seulement qu'il était sur les bords du Dunajec.